# Francesc Dídac Pasqual de Borja
Francesc Dídac Pasqual de Borja-Centelles i Dòria, Duc de Gandia, Marquès de Llombai i comte d'Oliva (1632-1665). Fou fill de Francesc Carles de Borja i Artemisa Dòria.

## Núpcies i descendents[calcitació]
Es va casar amb Maria Ponce de León, amb qui va tenir:
- Artemisa de Borja-Centelles, casada amb el príncep de Cariati
- Anna de Borja-Centelles, casada amb Diego Mesía, marquès de la Guàrdia
- Francesc de Borja-Centelles, cardenal
- Carles de Borja-Centelles, cardenal
- Pasqual de Borja-Centelles, duc de Gandia.
- Lluís de Borja-Centelles, príncep consort de Squillace
- Josefa de Borja-Centelles, casada amb el comte d'Alba